# Dong Li
Dong Li (en chino: 董力) es un actor y un atleta de esgrima chino.

## Biografía
Estudió en la Shanghai Lixin Universidad de Contabilidad y Finanzas.
El 24 de agosto de 2018 se retiró de su carrera de esgrima y comenzó oficialmente su carrera en la industria del entretenimiento.

## Carrera
Antes de convertirse en actor, fue un esgrimista, que formó parte del Equipo Nacional de Esgrima de China desde 2015.
El 22 de julio de 2019 se unió al elenco de la serie The Prince of Tennis donde dio vida a Qiao Chen, hasta el final de la serie el 3 de septiembre del mismo año.
El 30 de marzo de 2020 se unirá al elenco principal de la serie As Long as You Love Me donde interpretará a Jiang Ze.

## Filmografía

### Series de televisión
| Año  | Título                   | Personaje     | Notas       |
| ---- | ------------------------ | ------------- | ----------- |
| 2020 | Heroes In Harm's Way     | Chen Yun      | 2 episodios |
| 2020 | As Long as You Love Me   | Jiang Ze      |             |
| 2019 | Arsenal Military Academy | Xie Liangchen |             |
| 2019 | The Prince of Tennis     | Qiao Chen     |             |
| 2019 | My Best Summer           | -             |             |

### Películas
| Año  | Título    | Personaje              | Notas               |
| ---- | --------- | ---------------------- | ------------------- |
| 2019 | Big Shots | Aficionado a la Comida | (corto de GQ China) |

### Programas de variedades
| Año              | Programa                                | Notas                                      |
| ---------------- | --------------------------------------- | ------------------------------------------ |
| 2016, 2019, 2020 | Happy Camp                              | 6 episodios - invitado                     |
| 2019             | Actors Please Take Your Place - 2 Years | miembro                                    |
| 2019             | Ha-ha Farmer                            |                                            |
| 2018             | Shake It Up                             | (ep. #1-2, 4) - invitado                   |
| 2018             | Give Me Five S2                         | (ep. #6) - invitado                        |
| 2017             | Who's the Murderer Season 2             | 2 episodios - (ep. piloto y #3) - invitado |
| 2016             | Dad, Where are We Going? Season 4       | miembro                                    |
| -                | Twenty For Hours                        |                                            |

### Revistas / sesiones fotográficas
| Año  | Título                  | Notas                  |
| ---- | ----------------------- | ---------------------- |
| 2020 | Chic Celebrity Magazine | (publicación de junio) |
| 2020 | UMORE                   |                        |
| 2020 | Grazia China            |                        |

### Anuncios / Endorsos
| Año  | Título | Notas |
| ---- | ------ | ----- |
| 2019 | Vivo   |       |